# Carlos Amarilla
Carlos Arecio Amarilla Demarqui  (født 26. oktober 1970 i Paraguay) er en fodbolddommer fra Paraguay. Han dømte tre gange i VM i 2006 og har også dømt i Confederations Cup og Copa América.

## Karriere

### VM 2006
- Tjekkiet – USA  (gruppespil)
- Togo – Schweiz  (gruppespil)
- Ukraine – Tunesien  (gruppespil)